# Herbert Fritsch (Künstler)
Herbert Fritsch (* 24. April 1945 in Düns; † 20. Oktober 2007 in Feldkirch) war ein österreichischer Künstler.

## Leben
Herbert Fritsch wurde in Düns geboren und wuchs in Übersaxen auf.
Nach seinem Studium an der Lehrerbildungsanstalt in Feldkirch (1960–1965) war er mehrere Jahre als Lehrer tätig und hatte 1969 seine erste Ausstellung.
1974 bis 1980 studierte er in Wien an der Akademie der bildenden Künste bei Maximilian Melcher.
Seit 1970 war Herbert Fritsch an der Pädagogischen Akademie Feldkirch in der Lehrerausbildung tätig. In den Jahren 1972 bis 1975 entstanden grafische Zyklen zu Sagen aus Vorarlberg.
Seit 1975 entstanden Zyklen in keramischer Goldmalerei.
Die Arbeiten von Herbert Fritsch wurden wesentlich geprägt von Griechenlandreisen seit 1981 (Peloponnes, Delphi, Olympia, Mykene, griechische Inseln) sowie 1985 bis 1987 durch Reisen nach Marokko (Königsstädte sowie der Süden).
Es entstanden die beiden Bilderzyklen „Die beschriebenen Wände“ sowie „Briefe aus Schwarz-Indigo“.

## Auszeichnungen
- 1974 – Grafikpreis der Stadt Salzburg
- 1992 – Stipendium in Russland

## Mitgliedschaft
Fritsch war Mitglied der Berufsvereinigung Bildender Künstler Vorarlbergs.

## Bibliografie
- Aquarelle aus Vorarlberg und Liechtenstein; Walter Koschatzky (1983); Vaduz, Art und Edition
- Briefe aus Schwarz-Indigo; Herbert Fritsch  (1987); Eigenverlag
- Imago 90; von Herbert Fritsch (1990); Verlag Hämmerle Druck
- L.M., Paper scrolls by Herbert Fritsch (1991); Capo di Ponte; Edition des Centro Camuno di Studi Preistorici; Italien
- Papierobjekte – Stelen, Herbert Fritsch; Hohenems (1992)